# Maria Altheman
Maria Suelen Altheman (São Paulo, 12 de agosto de 1988) es una deportista brasileña que compite en judo.
Ganó tres medallas en el Campeonato Mundial de Judo entre los años 2013 y 2021, y nueve medallas en el Campeonato Panamericano de Judo entre los años 2005 y 2020. En los Juegos Panamericanos consiguió dos medallas en los años 2011 y 2015.

## Palmarés internacional
| Campeonato Mundial      | Campeonato Mundial         | Campeonato Mundial | Campeonato Mundial |
| Año                     | Lugar                      | Medalla            | Categoría          |
| ----------------------- | -------------------------- | ------------------ | ------------------ |
| 2013                    | Río de Janeiro (Brasil)    | Medalla de plata   | +78 kg             |
| 2014                    | Cheliábinsk (Rusia)        | Medalla de plata   | +78 kg             |
| 2021                    | Budapest (Hungría)         | Medalla de bronce  | +78 kg             |
| 2021                    | Budapest (Hungría)         | Medalla de bronce  | Equipo mixto       |
| Juegos Panamericanos    |                            |                    |                    |
| Año                     | Lugar                      | Medalla            | Categoría          |
| 2011                    | Guadalajara (México)       | Medalla de bronce  | +78 kg             |
| 2015                    | Toronto (Canadá)           | Medalla de bronce  | +78 kg             |
| Campeonato Panamericano |                            |                    |                    |
| Año                     | Lugar                      | Medalla            | Categoría          |
| 2005                    | Caguas (Puerto Rico)       | Medalla de bronce  | +78 kg             |
| 2010                    | San Salvador (El Salvador) | Medalla de bronce  | +78 kg             |
| 2010                    | San Salvador (El Salvador) | Medalla de bronce  | Abierta            |
| 2011                    | Guadalajara (México)       | Medalla de bronce  | +78 kg             |
| 2012                    | Montreal (Canadá)          | Medalla de bronce  | +78 kg             |
| 2014                    | Guayaquil (Ecuador)        | Medalla de plata   | +78 kg             |
| 2016                    | La Habana (Cuba)           | Medalla de plata   | +78 kg             |
| 2019                    | Lima (Perú)                | Medalla de plata   | +78 kg             |
| 2020                    | Guadalajara (México)       | Medalla de oro     | +78 kg             |